# Ла-Порт (Техас)
Ла-Порт (англ. La Porte) — місто (англ. city) в США, в окрузі Гарріс штату Техас. Населення — 35 124 особи (2020).

## Географія
Ла-Порт розташована за координатами 29°40′3″ пн. ш. 95°2′57″ зх. д. / 29.66750° пн. ш. 95.04917° зх. д. (29.667418, -95.049149).  За даними Бюро перепису населення США в 2010 році місто мало площу 51,84 км², з яких 48,26 км² — суходіл та 3,58 км² — водойми.

## Демографія
Згідно з переписом 2010 року, у місті мешкало 33 800 осіб у 11 890 домогосподарствах у складі 8878 родин. Густота населення становила 652 особи/км².  Було 12875 помешкань (248/км²).
Расовий склад населення:
| - 80,1 % — білих - 6,2 % — чорних або афроамериканців - 1,2 % — азіатів - 0,6 % — корінних американців - 0,1 % — вихідців з тихоокеанських островів - 9,1 % — осіб інших рас |

До двох чи більше рас належало 2,6 %. Частка іспаномовних становила 29,4 % від усіх жителів.
За віковим діапазоном населення розподілялося таким чином: 27,4 % — особи молодші 18 років, 64,0 % — особи у віці 18—64 років, 8,6 % — особи у віці 65 років та старші. Медіана віку мешканця становила 34,5 року. На 100 осіб жіночої статі у місті припадало 98,6 чоловіків;  на 100 жінок у віці від 18 років та старших — 95,3 чоловіків також старших 18 років.
Середній дохід на одне домашнє господарство  становив 79 689 доларів США (медіана — 68 341), а середній дохід на одну сім'ю — 86 131 долар (медіана — 75 922). Медіана доходів становила 61 316 доларів для чоловіків та 40 981 долар для жінок. За межею бідності перебувало 10,8 % осіб, у тому числі 14,7 % дітей у віці до 18 років та 8,5 % осіб у віці 65 років та старших.
Цивільне працевлаштоване населення становило 17 345 осіб. Основні галузі зайнятості: освіта, охорона здоров'я та соціальна допомога — 17,0 %, виробництво — 16,7 %, науковці, спеціалісти, менеджери — 11,4 %, будівництво — 11,0 %.